# 61-ша гірсько-піхотна бригада (Румунія)
61-ша гірсько-піхотна бригада імені генерала Вірджила Бедулеску (рум. Brigada 61 Vânători de Munte «General Virgil Bădulescu») — складова Сухопутних військ Румунії. Підпорядковується 4-й піхотній дивізії, основна задача — оборона національної території на важкодоступній місцевості. Носить ім'я першого командира Корпусу Гірських мисливців Румунського королівства.

## Історія
Після закінчення Другої Світової війни гірські війська Румунії пройшли через численні реорганізації і передислокації. 14 квітня 1961 року «гірські мисливці» були повністю ліквідовані шляхом розформування останнього існуючого формування — 2-ї бригади.
У 1991 році у румунській армії загалом налічувалося 15 батальйонів у шести гірських бригадах:
- 2-га гірська бригада, 1964 — Брашов;
- 4-та гірська бригада, 1969 — Куртя-де-Арджеш;
- 1-ша гірська бригада, 1969 — Бистриця;
- 5-та гірська бригада, 1983 — Алба-Юлія;
- 7-ма гірська бригада, 1990 — Петрошань;
- 61-ша гірська бригада, 1991 — М'єркуря-Чук.

У період 1997—2006 років 7-ма, 1-ша, 4-та і 5-та бригади були послідовно розформовані, деякі з їхніх підрозділів були перепідпорядковані двом бригадам, що залишилися: 2-й і 61-й.
Гірські мисливці Румунії брали участь у міжнародних місіях у Косові, Іраку та Афганістані.
2023 року військовослужбовці бригади разом із солдатами 2-ї гірсько-піхотної бригади та колегами зі США, Молдови і Великої Британії провели тактичні навчання у гірській лісистій місцевості поблизу Брашова.

## Склад
| Штаб + 24-й ГПБ 17-й ГПБ 22-й ГПБ 385-й АДн 468-й ЗРДн |
| 17-й гірсько-піхотний батальйон Ватра-Дорней           |
| 22-й гірсько-піхотний батальйон Сфинту-Георге          |
| 24-й гірсько-піхотний батальйон М'єркуря-Чук           |
| 385-й артилерійський дивізіон Одорхею-Секуєск          |
| 435-й батальйон підтримки М'єркуря-Чук                 |
| 468-й зенітний ракетний дивізіон Лунка-де-Сус          |

## Цікавий факт
Бригада — єдине сучасне румунське формування, що досі використовує гуцульських коней.